# Szakasz (matematika)
Nem tévesztendő össze az ívvel.

A zárt egyenes szakasz geometriai definíciója: az A pont és attól jobbra levő minden pont és a B pont és attól balra levő minden pont metszete.

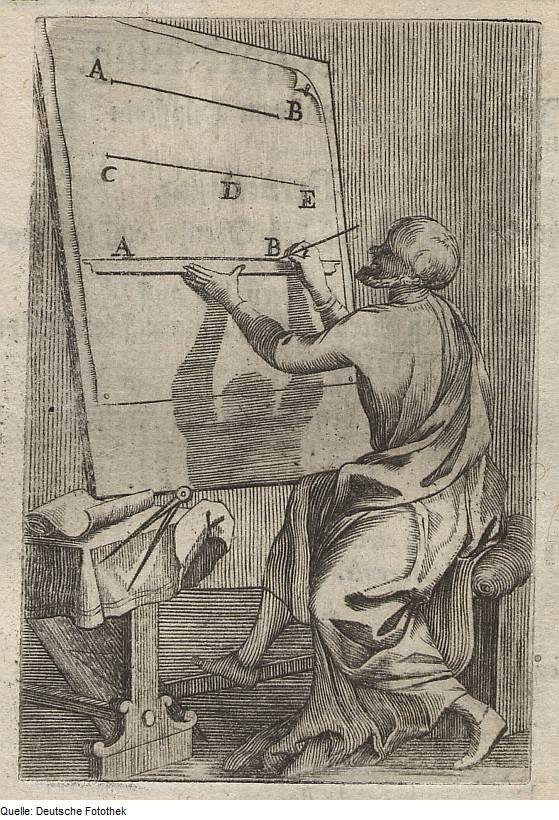
Szakaszrajzolás – történelmi ábrázolás (1699)

A geometriában egy egyenes szakasz egy egyenesen levő két különböző pont közötti rész, ami az egyenes minden pontját tartalmazza a két végpont között. Egy zárt egyenes szakaszhoz mindkét végpontja hozzátartozik, egy nyílt egyenes szakaszhoz egyik végpont sem tartozik hozzá; egy félig zárt egyenes szakaszhoz pontosan egy végpont tartozik.
Egyenes szakaszok például a háromszög vagy a négyzet oldalai. Általánosabban véve, ha a szakasz mindkét végpontja egy sokszög vagy poliéder csúcsa, akkor a szakasz, amennyiben a csúcsok szomszédosak, él (annak a sokszögnek vagy poliédernek az éle), egyébként átló. Ha mindkét végpont egy görbén van, mondjuk egy körön, az egyenes szakaszt húrnak nevezzük (az adott kör húrja).

## Valós vagy komplex vektorterekben
Ha V egy vektortér {\displaystyle \mathbb {R} } vagy {\displaystyle \mathbb {C} } felett, és L részhalmaza V-nek, akkor L egy egyenes szakasz, amennyiben L a következőképpen paraméterezhető:
{\displaystyle L=\{\mathbf {u} +t\mathbf {v} \mid t\in [0,1]\}}
valamilyen {\displaystyle \mathbf {u} ,\mathbf {v} \in V\,\!} vektorokra, és így az u-t és az u + v-t az L végpontjainak nevezzük.
Bizonyos esetekben különbséget kell tenni nyílt és zárt egyenes szakaszok között. A zárt egyenes szakaszt a fentiek szerint definiáljuk, a nyílt egyenes szakasz pedig az az L részhalmaz, ami a következőképpen paraméterezhető:
{\displaystyle L=\{\mathbf {u} +t\mathbf {v} \mid t\in (0,1)\}}
valamilyen {\displaystyle \mathbf {u} ,\mathbf {v} \in V\,\!} vektorokra.
Ennek megfelelően egy egyenes szakasz két pont konvex burka, így kifejezhető a két végpontjának konvex kombinációjaként.
A geometriában néha úgy definiálják azt, hogy a B pont az A és a C különböző pontok között van, hogy az AB [távolság]ot a BC távolsághoz adva az AC távolsággal egyenlő. Vagyis az {\displaystyle \mathbb {R} ^{2}}-ben az A = (ax, ay) és a C = (cx, cy) végpontokkal rendelkező egyenes szakasz az alábbi pontok halmaza:
{\displaystyle \{(x,y)|{\sqrt {(x-c_{x})^{2}+(y-c_{y})^{2}}}+{\sqrt {(x-a_{x})^{2}+(y-a_{y})^{2}}}={\sqrt {(c_{x}-a_{x})^{2}+(c_{y}-a_{y})^{2}}}\}}.

## Paraméteres ábrázolás
Az analitikus geometriában a pontokat helyvektorukkal írjuk le. Legyen {\displaystyle {\vec {a}}} és {\displaystyle {\vec {b}}} rendre az {\displaystyle A} és {\displaystyle B} pontok helyvektora. Ekkor az {\displaystyle [AB]} zárt szakasz pontjainak {\displaystyle {\vec {x}}} helyvektora
{\displaystyle {\vec {x}}={\vec {a}}+t\,({\vec {b}}-{\vec {a}})}  , ahol   {\displaystyle 0\leq t\leq 1}
alakú, és {\displaystyle t} valós paraméter. A nyílt {\displaystyle (AB)} szakasz nem tartalmazza a végpontokat, így a paraméter tartománya {\displaystyle 0<t<1}. Hasonlóan parametrizálhatók az {\displaystyle [AB)} és az {\displaystyle (AB]} szakaszok, rendre a {\displaystyle 0\leq t<1} és {\displaystyle 0<t\leq 1} paramétertartománnyal.
Baricentrikus koordinátákkal az {\displaystyle [AB]} zárt szakasz paraméterezése:
{\displaystyle {\vec {x}}=s\,{\vec {a}}+t\,{\vec {b}}}   ahol   {\displaystyle s,t\geq 0,s+t=1}.
Itt az {\displaystyle s}, {\displaystyle t} valós paraméterek nem függetlenek egymástól, hiszen fennáll az {\displaystyle s} und {\displaystyle t}  összefüggés. A nyílt  {\displaystyle (AB)} szakasz esetén {\displaystyle s,t>0}, a félig nyílt {\displaystyle [AB)} és {\displaystyle (AB]} szakaszok esetén rendre {\displaystyle s>0,t\geq 0}, illetve {\displaystyle s\geq 0,t>0} teljesül.

## Tulajdonságai
- Az egyenes szakasz egy összefüggő, nem üres halmaz.
- Ha V egy topologikus vektortér, akkor egy zárt egyenes szakasz egy zárt halmaz V-ben. Viszont egy nyílt egyenes szakasz akkor és csak akkor nyílt halmaz V-ben, ha V egydimenziós.
- A fentieknél általánosabban lehet definiálni az egyenes szakasz fogalmát a rendezett geometriában.
- Két egyenes szakaszra egy igaz az alábbiak közül: egymást metszők, párhuzamosak, kitérőek, vagy egyik sem. A legutolsó egy olyan eset, ahol az egyenes szakaszok különböznek az egyenesektől: ha két nem párhuzamos egyenes egyazon euklideszi síkban van, akkor metszeniük kell egymást, míg ez nem feltétlenül igaz szakaszoknál.
- Ha mást nem mondunk, akkor az egyenes szakasz nem irányított, azaz

{\displaystyle [AB]=[BA]}   és   {\displaystyle (AB)=(BA)}.
- A szakasz hossza megegyezik végpontjainak távolságával. Jelölése {\displaystyle {\overline {AB}}}, {\displaystyle |AB|} vagy {\displaystyle |{\overline {AB}}|}.
- A zárt szakasz minden pontjára teljesül, hogy a végpontoktól mért távolságainak összege minimális. Mivel az ellipszisre teljesül, hogy a fókuszpontjaitól mért távolságok összege állandó, azért a szakasz tekinthető elfajult ellipszisnek.
- Két pontot összekötő folytonos görbék ívhosszai közül az egyenes szakaszé minimális.

## Lineáris algebra
Ha {\displaystyle V} vektorért a valós vagy a komplex számok fölött, akkor az {\displaystyle S\subseteq V} részhalmaz egyenes szakasz, ha parametrizálható úgy, mint 
{\displaystyle S=\{\mathbf {u} +t\,(\mathbf {v} -\mathbf {u} )\mid t\in [0,1]\}}
Itt az {\displaystyle \mathbf {u} ,\mathbf {v} \in V} vektorok, melyekre {\displaystyle \mathbf {u} \neq \mathbf {v} } az {\displaystyle S} szakasz végpontjai.
Alternatívan, a zárt egyenes szakasz végpontjainak konvex burkaként is jellemezhető:
{\displaystyle S=\{s\,\mathbf {u} +t\,\mathbf {v} \mid s,t\geq 0,s+t=1\}}
A paramétertartomány fentiekhez hasonló korlátozásával előállítható a többi intervallum is.
- Az {\displaystyle \mathbf {u} \neq \mathbf {v} } kikötés miatt a szakasz nem üres.
- Ha {\displaystyle V} topologikus vektortér, akkor minden zárt szakasza összefüggő, kompakt, zárt részhalmaza {\displaystyle V}-nek.
- Ezzel szemben a nyílt szakaszok akkor és csak akkor nyíltak {\displaystyle V}-ben, ha {\displaystyle V} egydimenziós.

## Bizonyításokban
A geometriára axiomatikusan tekintve, a közöttiségre úgy gondolnak, hogy azt feltételezik, hogy bizonyos számú axiómának eleget tesz, vagy egy egyenes egybevágóságával kapcsolatban definiálják (koordináta-rendszerként használva).
Más elméletekben is fontos szerepet játszik a szakasz. Például egy halmaz konvex, ha bármely két pontját összekötő szakasz a halmazon belülre esik. Ez azért fontos, mert így a konvex halmazokkal kapcsolatos elemzések egy része áttevődik az egyenes szakaszokra. A szakaszok összeadásának posztulátuma használható arra, hogy egybevágó szakaszt vagy egyforma hosszú szakaszokat adjunk egy másik kifejezéshez és ebből következően más szakaszokat helyettesítsünk, és így szakaszokat egybevágóvá tegyünk.

## Elfajult ellipszisként
Az egyenes szakaszra tekinthetünk úgy, mint az ellipszis egy elfajult esetére, amikor a fél kistengely hossza nulla, a fókuszpontok a végpontokba tolódnak, és az excentricitás 1. Az ellipszis, alapvető definíciója szerint, azon pontok halmaza, amiknek a két fókuszponttól mért távolságaik összege állandó; ha ez az állandó egyenlő a fókuszpontok közötti távolsággal, egy egyenes szakaszt kapunk. Ennek az ellipszisnek a teljes körüljárása során kétszer haladunk végig a szakaszon. Ez egy elfajult pálya, így egy sugárirányú elliptikus pályagörbe.

## Egyéb geometriai alakzatokban
Az egyenes szakaszok amellett, hogy sokszögek és poliéderek élei és átlói lehetnek, számos egyéb helyen megtalálhatóak geometriai alakzatokkal összefüggésben.

### Háromszögek
Néhány nagyon gyakran használt szakasz háromszögekben a három magasság (mindegyik csúcsból a szemközti oldalra vagy annak meghosszabbítására egy merőleges állítása), a három súlyvonal (mindegyik csúcs és a szemközti oldal felezőpontjának összekötése), az oldalfelező merőlegesek (minden oldal felezőpontjából egy merőlegest indítva egy másik oldal eléréséig), és a belső szögfelezők (minden csúcs és a szemközti oldal összekötése). Mindegyikre igazak bizonyos egyenlőségek és egyenlőtlenségek (kifejtésük a különböző szakaszok tárgyalásánál található) a hosszukra és más szakaszok hosszára vonatkozóan.
Néhány másik példa nevezetes szakaszokra háromszögekben azok, amik középpontokat kötnek össze, jelesül a beírt kör középpontját, a köré írt kör középpontját, a Feuerbach-kör középpontját, a súlypontot és a magasságpontot.

### Négyszögek
Amellett, hogy négyszögek oldalai és átlói lehetnek, fontosabb szakaszok még a két középvonal (a szemközti oldalak felezőpontjait összekötő szakasz) és a négy felezőponthoz tartozó magasság (minden oldal felezőpontjából egy merőlegest indítva egy szemközti oldal eléréséig).

### Körök és ellipszisek
Bármely szakaszt, ami egy kör vagy ellipszis két pontját összeköti, húrnak, a körnek azt a húrját, amelyik a leghosszabb, átmérőnek, és bármely szakaszt, ami a kör középpontját (az átmérő felezőpontját) és egy a körvonalon levő pontot összeköti, sugárnak nevezzük.
Ellipszisekben a leghosszabb húr – ami egyben a leghosszabb átmérő – neve nagytengely, a nagytengely felezőpontját (az ellipszis középpontját) és a nagytengely bármely végpontját összekötő szakasz neve pedig fél nagytengely. Ehhez hasonlóan az ellipszis legrövidebb átmérőjének neve kistengely, a felezőpontját (az ellipszis középpontját) és bármely végpontját összekötő szakasz neve pedig fél kistengely. Az ellipszis húrjai közül azokat, amik merőlegesek a nagytengelyre és áthaladnak valamelyik fókuszpontján, latus rectum-nak (tsz.: latera recta), azaz fókuszon átmenő, nagytengelyre merőleges húrnak nevezzük. A két fókuszpontot az interfokális szakasz köti össze.

## Irányított egyenes szakasz
Ha egy egyenes szakaszhoz irányt (orientációt) rendelünk, ez felveti, hogy eltolás történik, esetleg egy erő törekszik eltolást végezni. A nagyság és az irány egy lehetséges változást jeleznek. Ez a felvetés az euklideszi vektor koncepcióján keresztül került be a matematikai fizikába. Az összes irányított egyenes szakaszt tartalmazó halmaz számossága általában csökkenthető azáltal, hogy „egyenlőnek” tekintjük azon párokat, amelyeknek azonos a hossza és az iránya. Egy ekvivalenciarelációnak effajta alkalmazása 1835-be nyúlik vissza, amikor Giusto Bellavitis bemutatta az irányított egyenes szakaszok egyenlőségének koncepcióját.

## Általánosítása
Hasonlóan a fenti egyenes szakaszokhoz, íveket definiálhatunk görbék darabjaiként.

### Illeszkedési axiómák
Az illeszkedési axiómák lehetővé teszik, hogy absztrakt illeszkedésgeometriákban is lehessen szakaszt definiálni, függetlenül a topológiai és a metrikus tulajdonságoktól. Ezt többek között Ernst Kunz mutatta be Ebene Geometrie című tankönyvében.
Egy illeszkedésgeometria egy {\displaystyle ({\mathfrak {E}},G)} páros, ahol {\displaystyle {\mathfrak {E}}}, és {\displaystyle G\subseteq 2^{\mathfrak {E}}} egyeneshalmaz, továbbá:
- Bármely két ponthoz van rájuk illeszkedő egyenes.
- Bármely ponthoz legfeljebb egy, mindkettőre illeszkedő egyenes van.
- Bármely egyenesre legalább két, egymástól különböző pont illeszkedik.
- Van legalább három, nem egy egyenesre illeszkedő pont.

Az első két axióma az összekötési axióma teljesülését jelenti ki, míg a másik kettő gazdagsági feltételeket mond ki. Az ezeknek eleget tevő {\displaystyle ({\mathfrak {E}},G)} párosokat Kunz síknak nevezi.
A szakaszoktól a következőket követeli meg:
- Bármely két, egymástól nem feltétlenül különböző {\displaystyle A,B\in {\mathfrak {E}}} ponthoz hozzá van rendelve egy {\displaystyle A}-ból {\displaystyle B}-be menő szakasz, melynek jele {\displaystyle [AB]\subseteq {\mathfrak {E}}}.
- Minden {\displaystyle [AB]} szakaszra teljesül, hogy {\displaystyle A\in [AB]}.
- Ha {\displaystyle g} egyenes, és {\displaystyle A,B\in g}, akkor {\displaystyle [AB]\subseteq g}.
- Minden {\displaystyle A,B\in {\mathfrak {E}}} esetén {\displaystyle [AB]=[BA]}.
- Minden {\displaystyle A,B\in {\mathfrak {E}}} esetén van {\displaystyle C\in {\mathfrak {E}}} úgy, hogy {\displaystyle C\neq B} és {\displaystyle B\in [AC]}.
- Ha {\displaystyle C\in [AB]} és {\displaystyle C\neq B}, akkor {\displaystyle B\notin [AC]}.
- Ha {\displaystyle A_{1},A_{2},A_{3}\in {\mathfrak {E}}} három, nem egy egyenesen fekvő pontok, és {\displaystyle g\in G} egyenes, ami egyiküket sem tartalmazza, akkor {\displaystyle g\cap [A_{1}A_{2}]\neq \emptyset } esetén {\displaystyle g\cap [A_{2}A_{3}]\neq \emptyset } vagy {\displaystyle g\cap [A_{1}A_{3}]\neq \emptyset }.

Ha egy sík ezeket is teljesíti, akkor Kunz szakaszokkal ellátott síknak nevezi. A teljesíthetőségre példa az euklideszi sík, ami ezeket a feltételeket mind teljesíti.
Az utolsó axióma a Pasch-axióma, ami kijelenti, hogy ha egy egyenes belép egy háromszögbe, akkor ezt el is kell hagynia. Az elnevezés Moritz Pasch (1843–1930) matematikusra utal, aki megállapította, hogy ez nem vezethető le a többi axiómból, hanem külön meg kell követelni.
Megmutatható, hogy a szakaszaxiómák egyenértékűek a Hilbert rendezési axiómákkal, feltéve az illeszkedési axiómákat. Ehhez a következőt kell belátni:
Legyenek  {\displaystyle P,X,Y} páronként különböző pontok; {\displaystyle P} akkor van az {\displaystyle X} és {\displaystyle Y} pontok között, ha {\displaystyle P\in [XY]}.
Ha az előbbi feltétel teljesül az {\displaystyle P,X,Y} pontokra, akkor mondjuk a következőt:
A {\displaystyle P} pont belső pontja az {\displaystyle [XY]} szakasznak.

## Fordítás
- Ez a szócikk részben vagy egészben a Line segment című angol Wikipédia-szócikk ezen változatának fordításán alapul.  Az eredeti cikk szerkesztőit annak laptörténete sorolja fel. Ez a jelzés csupán a megfogalmazás eredetét és a szerzői jogokat jelzi, nem szolgál a cikkben szereplő információk forrásmegjelöléseként.
- Ez a szócikk részben vagy egészben  a   Strecke (Geometrie) című német Wikipédia-szócikk fordításán alapul.  Az eredeti cikk szerkesztőit annak laptörténete sorolja fel. Ez a jelzés csupán a megfogalmazás eredetét és a szerzői jogokat jelzi, nem szolgál a cikkben szereplő információk forrásmegjelöléseként.